# Sebastián Pajoni
Sebastián Pajoni (Junín, Buenos Aires, 21 de agosto de 1973) es un actor, maestro de actores, autor y director de teatro, cine y televisión; declarado Personalidad Destacada de la Cultura por el Honorable Consejo Deliberante de su ciudad natal en 2023, nombrado Director de Cultura de la Honorable Legislatura de la Provincia de Buenos Aires en 2025; y que en 2009 ganó el premio Argentores a mejor autor de Telenovela Episódica por Ciega a citas.

## Actividad profesional

### Labor docente
Desde 2011 realiza en sus dos escuelas, en las ciudades de Buenos Aires y Junín, talleres de actuación para distintos niveles, dictando su propio método "Sistema Pajoni". Fue Docente y Adjunto de la Cátedra de Actuación en la EMBA Teatro Musical, una escuela de Comedia musical con título oficial de la ciudad de Buenos Aires. En la Universidad Católica Argentina dicta clases en posgrados de comunicación política y cursos de imagen, oratoria y discurso político. En 2015 fue expositor en la VIII Cumbre Mundial de Comunicación Política, Lima, Perú sobre su método: "SIENDO, La Verdad en el Discurso Político" y en 2016 lo hizo en la Cumbre Mundial de Comunicación Política realizada en Buenos Aires. Desde marzo de 2019 implementó clases de actuación en la modalidad virtual. Su sistema es requerido por consultoras y empresas para capacitaciones con diversos objetivos: "Massimo & Partners", "Hilton", "Luigi Bosca", "Stefanini", y otros.

## Cine
Actor
- Despabílate amor, Dir. Eliseo Subiela (1996)
- Apariencias, Dir. Alberto Lecchi ...Gay 2   (2000)
- Ruido, de Marcelo Bertalmio Paseador  (2004)
- Fantasmas en la noche, Dir. Santiago Oves (2009)
- La patria equivocada, Dir. Carlos Galettini (2010)
- Ensayo (Fragmentos de Sarah Kane) (documental), Dir. Marcos Pastor (2010)
- Cordero de Dios, Dir. Lucía Cedrón
- Diez menos, Dir. Roberto Salomone (2018)

## Teatro
- La Patria al Hombro, de Adriana Tursi, Dir. Tatiana Santana, En el Teatro del Pueblo.
- ¿Alicia?, de Ariadna Asturzzi, Dir. Tatiana Santana, con Marisol Otero, En el Método Kairós Teatro.
- Hamlet, Dir. Patricio Orozco, con Alberto Ajaka, Leonor Benedetto, Antonio Grimau, Patricio Contreras y Hernán "Curly" Jiménez. En el CCC.
- Becky Shaw, Dir. Natasha Córdoba, En el Belisario Club de Cultura.
- La Boda Argentina, propia junto a A.Ruffoni, C.Solari, P.Benedicto; Dir. Federico Ponce, En el Método Kairós Teatro.
- Los Fabulosos Buu, de Gastón Marioni, Dir. Rubén Viani, En el Teatro 25 de Mayo.
- Ricardo III, de Shakespeare, Dir. Patricio Orozco, En el Teatro Shakespeare.
- Antonio y Cleopatra, de Shakespeare, Dir. Patricio Orozco, Teatro Shakespeare.
- El Gigante Amapolas, de J.B.Alberdi, Dir. Laura Garaglia, en El Kafka.
- El castigo sin venganza, de Lope de Vega, Dir. Francisco Civit, El Kafka.(Espectáculo seleccionado para el festival de teatro clásico de Almagro, Julio de 2011, España)
- Muerte de un viajante, Dir. Rubén Szuchmacher, con Alfredo Alcón
- Cleansed de Sarah Kane, Dir. Mariano Stolkiner.
- Hipólito y Fedra, Dir. Alejandro Ullua, En el Teatro Lorange.
- El hombre de la mancha, de José María Langlé, En el Teatro De La Rivera
- Chau Misterix, de Mauricio Kartun, Dir. Eduardo Aubert,En el Teatro La Ranchería
- Hamlet, Versión de Javier Pironi, en el rol protagónico
- Hamlet pop, Teatro Corrientes, en el rol protagónico
- Drácula,el musical, de Pepe Cibrián y Ángel Mahler,Luna Park
- El jorobado de París, de Pepe Cibrián y Angel Mahler,En el Luna Park
- Bibliotecando, Dir.  Propia, En el Paseo La Plaza
- El Imaginario, de Hugo Midón, Dir. Javier Pironi
- Colón biografía dislocada, de Javier Pironi
- Colores verdaderos, de Madeleine Reynal
- Alguien sabe que hora es?, Dir. Eduardo Aubert

## Televisión
- Amores de historia, Canal 9
- Rosa, Violeta y Celeste, Canal 7
- Son amores, canal 13
- Romeo y Julieta, Canal 9
- Hoy me desperté, Dir. Bruno Stagnaro, Dario Lanis (2006)
- Al límite, Telefe
- Un Cortado, Canal 7
- 1/2 falta, Canal 13
- Locas de amor, Canal 13
- Jesús, el heredero, Canal 13
- Los pensionados, Canal 13
- Resistiré, Telefe
- Son amores, Canal 13
- El sodero de mi vida, Canal 13
- 22, el loco, Canal 13
- Ilusiones, Canal 13
- Primicias, Canal 13
- Mi cuñado, Telefe

## Autor
- Un Tango Italiano, Café la Humedad.
- Las Mujeres de Súperman, Nün Teatro Bar.
- El Viejo Otelo, Teatro Armando Discépolo, Comedia de la Pcia. de Buenos Aires.
- La Boda Argentina, El Método Kairós Teatro.
- Lupe. Desarrollo de tira juvenil para tv, con Silvina Frejdkes, para Rizoma.
- Cuatro Semanas. El mundo según mi pelo., con Silvina Frejdkes, para SEDAL.
- El Dandy, para Raúl Lecouna, desarrollo de tira y tráiler.
- Ciega a citas, Rosstoc y Dori Media para Canal 7 (Premio Argentores, mejor

autor de tira episódica 2009)
- Al que le toca le toca, Azul televisión, área de humor y musicales
- Cablin, Canal para niños
- Alta comedia, de Canal 9
- Son o se hacen?, Canal 9
- Nico, Telefe
- La pista, Piloto de unitario para televisión
- El bosque de Tonia, Programa infantil para televisión, Cablin
- Hágalo fácil, hágalo easy, Programa publicitario, Plus Satelital
- Jardín azul, Azul TV
- José canta Muñekotes, Teatro Belisario
- Muñekotes, Teatro Lorange, Teatro Lola Membribes
- Un regalo de verdad, para Fun Science, España
- Bibliotecando, Dir. y autoría propias, Complejo Paseo La Plaza (declarada de interés cultural en la Pcia. de Córdoba, traducida al italiano)
- Jardín azul, El Impuesto Pistón, Teatro Astral
- La Calzatura Italiana, Cdrom y micros animados en 3D, para ANCI, Italia
- I love italian shoes, Cdrom y micro animado en 2D, para ANCI, Italia
- Imagifiestas, Cdrom para Fun Science, España

## Director
- ¡¿Cuántos querés que te amen?!, con Christian Sancho, Celeste Muriega y Melina González en T.Picadilly.
- El Casting, cualquier cosa te llamamos; con Christian Sancho y Marana Genesio en Microteatro BA.
- Un Tango Italiano, en Café la Humedad.
- Las Mujeres de Súperman, en Nün Teatro Bar.
- El Viejo Otelo, en Teatro Armando Discépolo, Comedia de la Pcia. de Buenos Aires.
- Agridulce, en El Teatro El Cubo
- Gotitas de primavera, Teatro de la Comedia
- José Canta Muñekotes, En el Teatro Belisario
- Muñekotes, Teatro Lorange
- Bibliotecando, En ek Teatro Regio,y En el Paseo La Plaza
- Jardín Azul, "Impuesto Pistón", Teatro Astral
- Hamlet pop, tragedia musical, En el Teatro Corrientes, De la Cova

## Premios
- Mejor Autor de Telenovela Episódica 2009 por Ciega a Citas.
- Declarado en 2023 "Personalidad Destacada de la Cultura" por el Honorable Consejo Deliberante de la ciudad de Junín, Buenos Aires, Argentina.
- Nominado a Mejor Director a los Premios Hugo 2024 por "Un Tango Italiano"
- Nominado a Mejor Director a los Premios ACE 2024 por "Un Tango Italiano"